# Val Ferret (Italie)
Pour les articles homonymes, voir Val Ferret.
Le val Ferret est une vallée latérale du massif du Mont-Blanc et des Alpes pennines, au nord de Courmayeur. Il se termine par les Petit et Grand col Ferret qui permettent le passage dans la vallée suisse du même nom.
Il est drainé par un affluent de la Doire Baltée, la Doire de Ferret, et emprunté par une route en cul-de-sac, ainsi que le sentier de grande randonnée Tour du Mont-Blanc.
Le val Ferret fait partie de l'unité des communes valdôtaines du Valdigne - Mont-Blanc.

## Hameaux
Le val compte quatre hameaux :
- Planpincieux
- La Palud
- Lavachey
- Pra Sec
- Arnouvaz (parfois orthographié Arp Nouvaz)

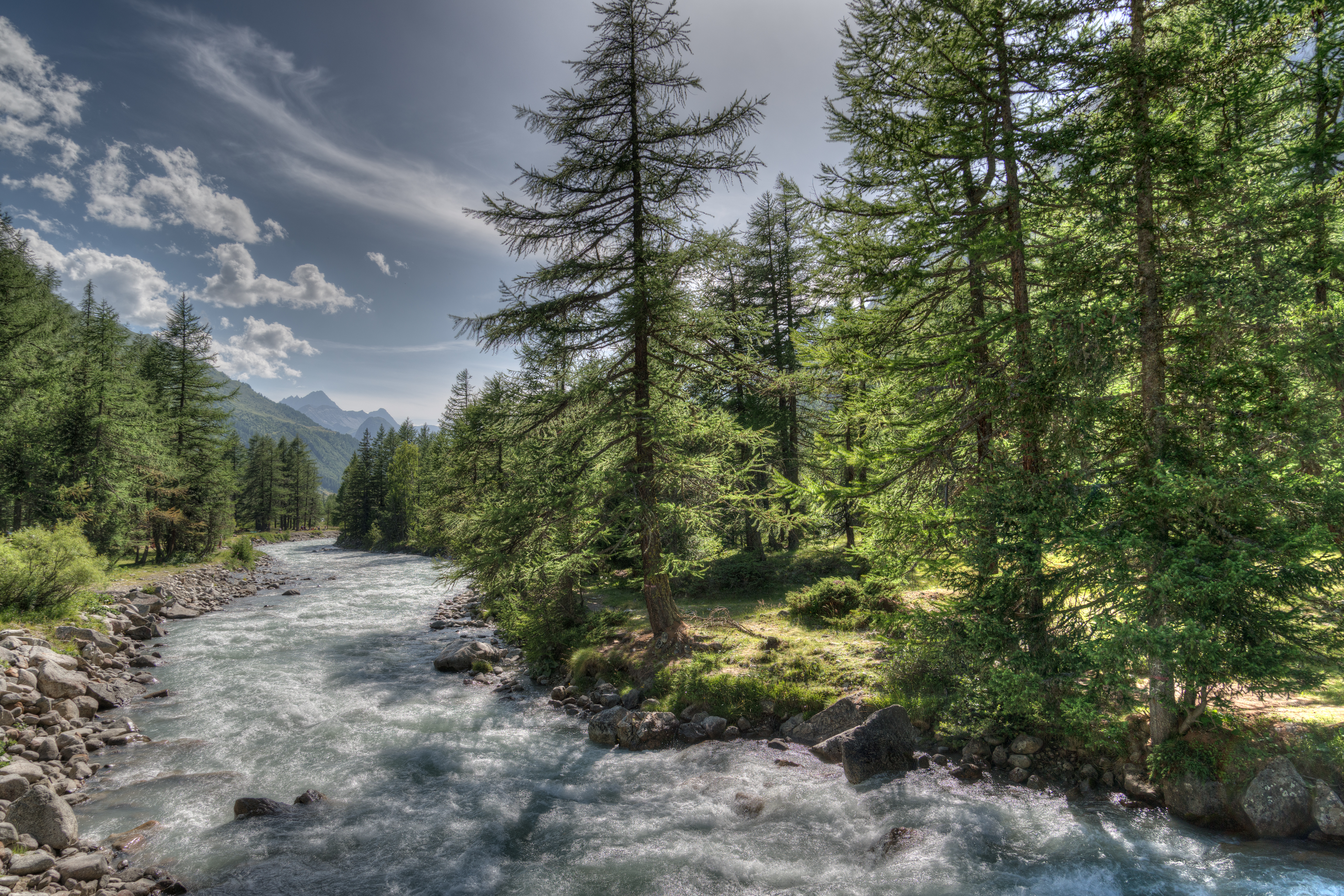
La Doire de Ferret au milieu de la vallée.
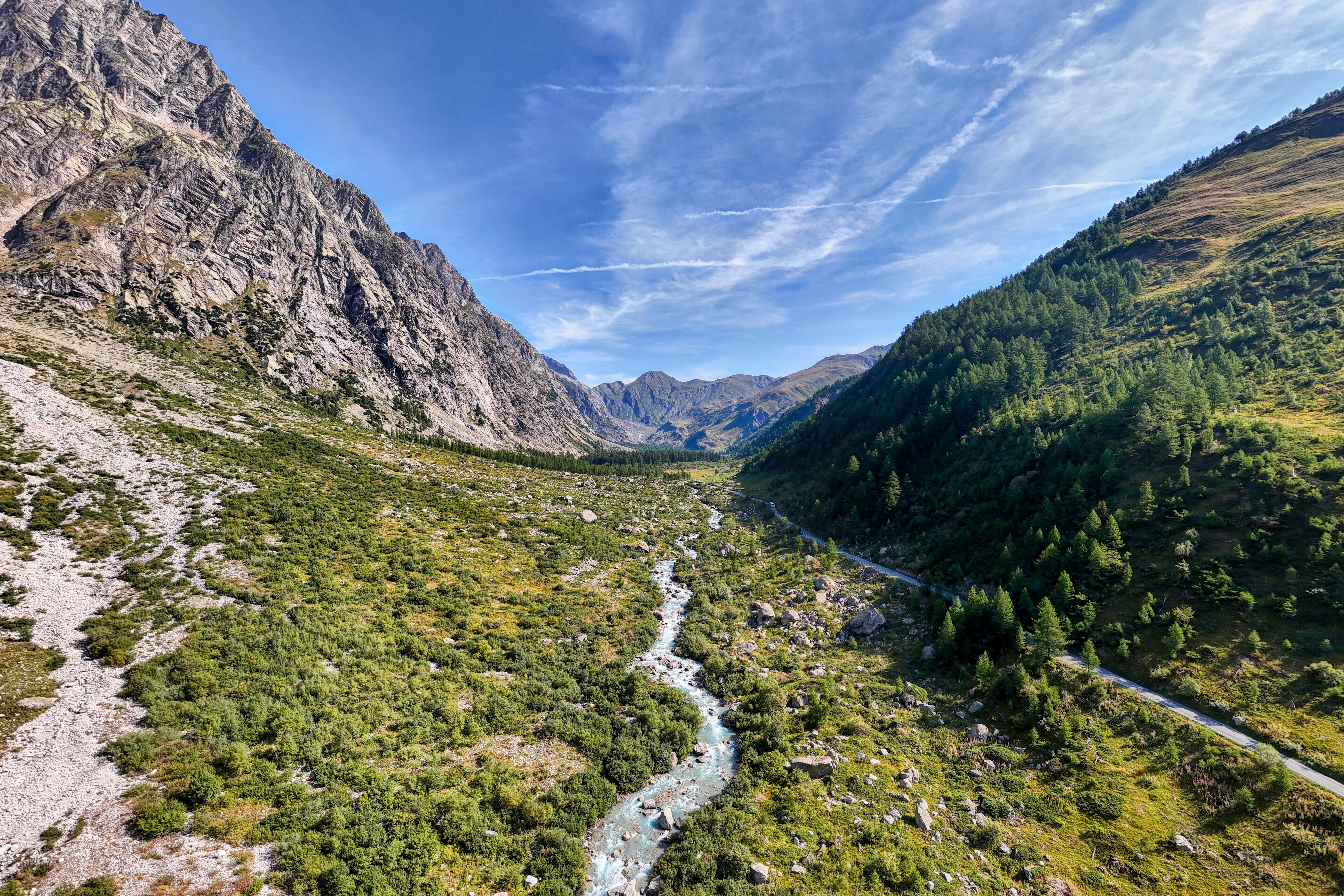
Vue vers l'amont du val Ferret italien.
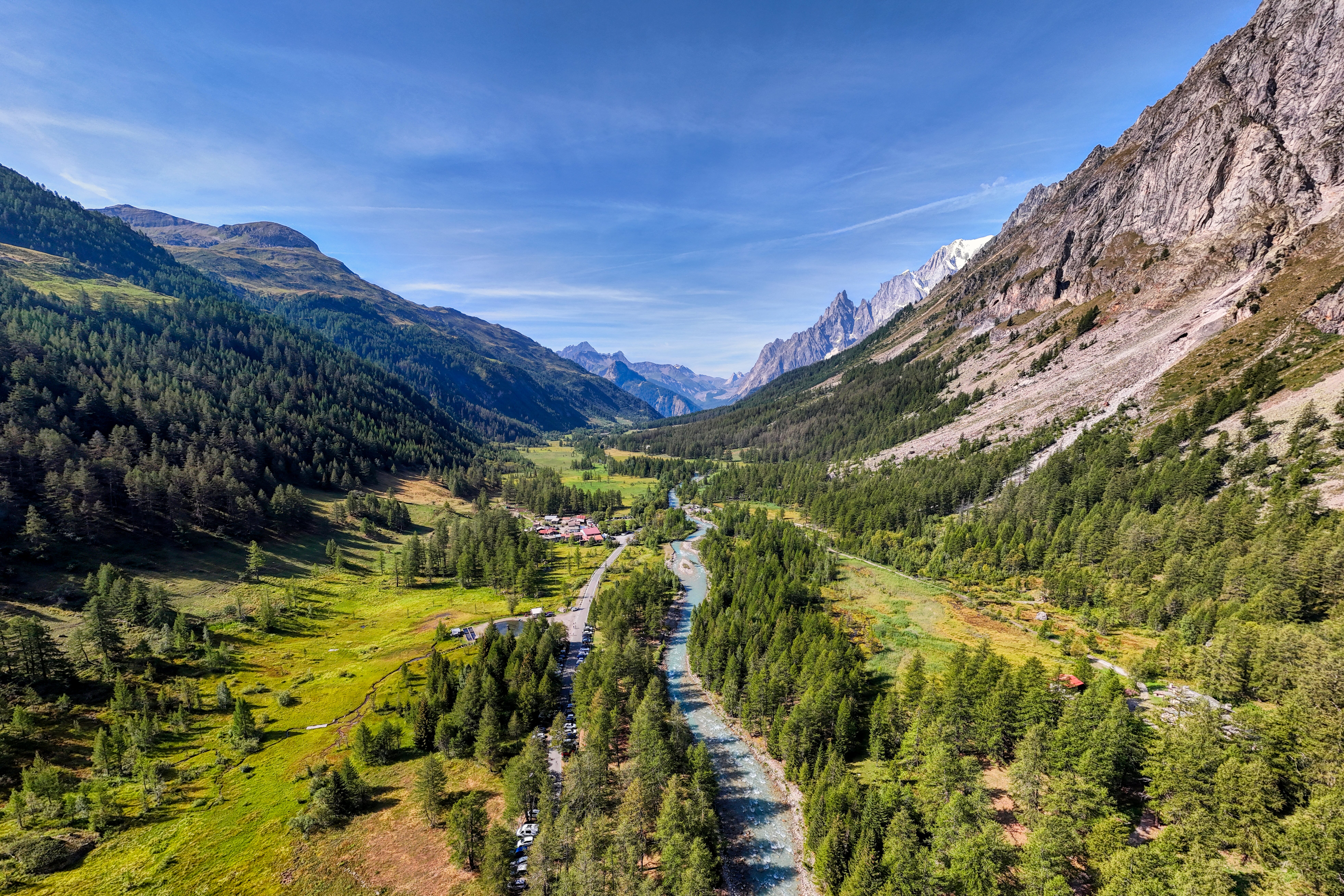
Vue vers l'aval du val Ferret italien.

## Sommets
En remontant cette vallée, sur la gauche on peut admirer certains des plus hauts sommets du massif du Mont-Blanc :
- la dent du Géant - 4 014 mètres ;
- les Grandes Jorasses - 4 206 mètres ;
- l'aiguille de Leschaux - 3 759 mètres ;
- l'aiguille de Talèfre - 3 730 mètres ;
- l'aiguille de Triolet - 3 874 mètres ;
- le mont Dolent - 3 819 mètres ;
- le Grand Golliat - 3 237 mètres.

## Refuges et bivouacs
- Refuge Torino - 3 375 mètres
- Refuge des Grandes Jorasses - 2 804 mètres
- Refuge Dalmazzi ou du Triolet - 2 584 mètres
- Refuge Elena - 2 062 mètres
- Refuge Walter Bonatti - 2 025 mètres
- Bivouac E. Canzio - 3 818 mètres
- Bivouac Jachia - 3 264 mètres
- Bivouac Comino - 2 430 mètres
- Refuge-bivouac Gervasutti - 2 833 mètres
- Bivouac César Fiorio - 2 780 mètres

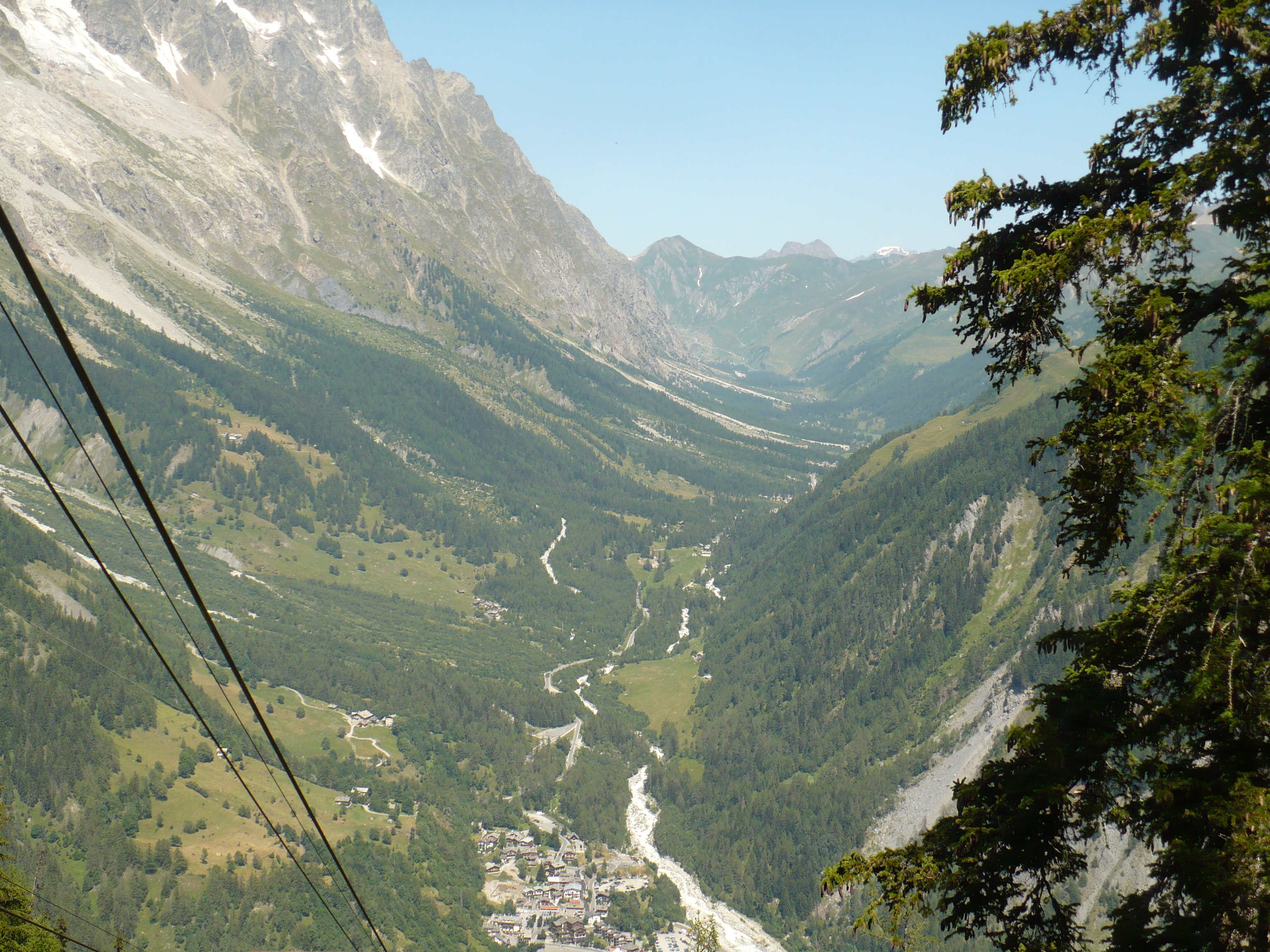
Le val Ferret vu du Pré de Pascal sur le mont Chétif au sud-ouest avec au premier plan le hameau de La Palud.
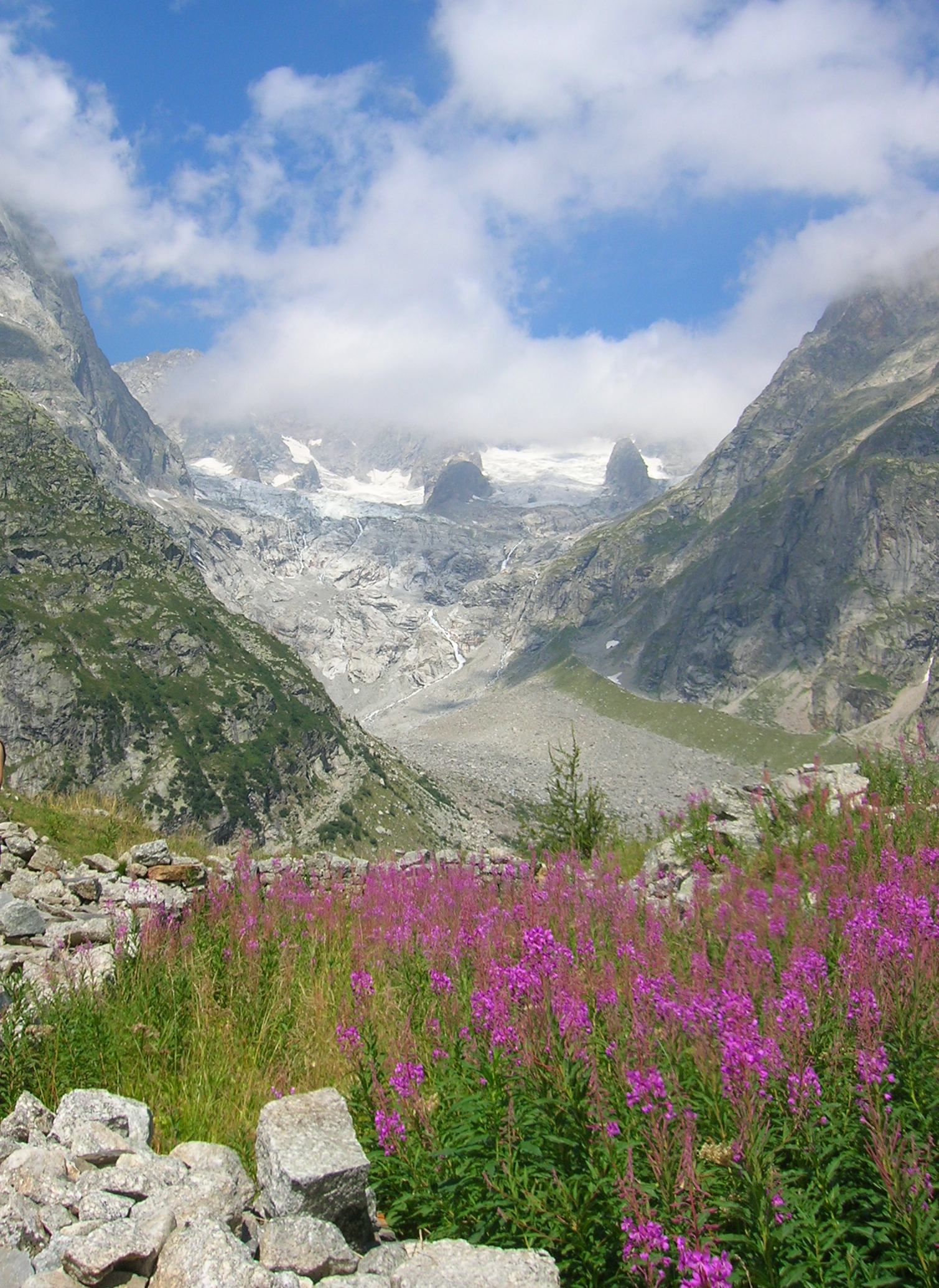
Panorama du haut val Ferret.